# Acer crataegifolium
Acer crataegifolium — вид клена з групи змієкорих кленів, поширений у гірських лісах центральної та південної Японії на острові Хонсю (південніше Фукусіми), Кюсю та Сікоку.

## Морфологічна характеристика
Це листопадне невелике дерево чи кущ, що досягає висоти 5–10 м, зі стовбуром до 30 см в діаметрі. Кора від зеленої до зеленувато-коричневої, з вузькими вертикальними білими чи блідо-сірими смугами; молоді пагони тонкі, від зелених до пурпурно-червоних, а бруньки пурпурно-червоні. Листя 5–8 см (рідше 15 см) завдовжки та 4–7 см завширшки, від темно-зеленого до синювато-зеленого і часто з червонуватим відтінком зверху, більш блідо-зеленого кольору знизу, яйцювато-трикутної форми і може бути нелопатевим чи трилопатевим; листкова ніжка червона, 2–3 см завдовжки. Квітки дрібні, блідо-жовті, розташовані на дугоподібних чи пониклих китицях 3–5 см завдовжки. Плід — парна крилатка завдовжки 1—2 см, рожева чи червоно-коричнева, що дозріває, з горішками шириною не більше 4 мм.
Є два різновиди:
- Acer crataegifolium var. crataegifolium. Листя до 7 см завдовжки.
- Acer crataegifolium var. macrophyllum. Листя до 15 см завдовжки.

## Культивування
Попри те, що вперше в Англії вид був представлений Чарльзом Марісом з розплідника Veitch у 1879 році, розмножувати його досить складно, і його рідко можна побачити поза значними колекціями. Приклади можна побачити в дендропарку Вестонбірт (Графство Глостершир, Англія) і дендрарій Арнольда (Бостон, США). Рідкісні сорти «Me uri no ofu» і «Veitchii» мають разючу біло-рожеву строкатість.

## Галерея

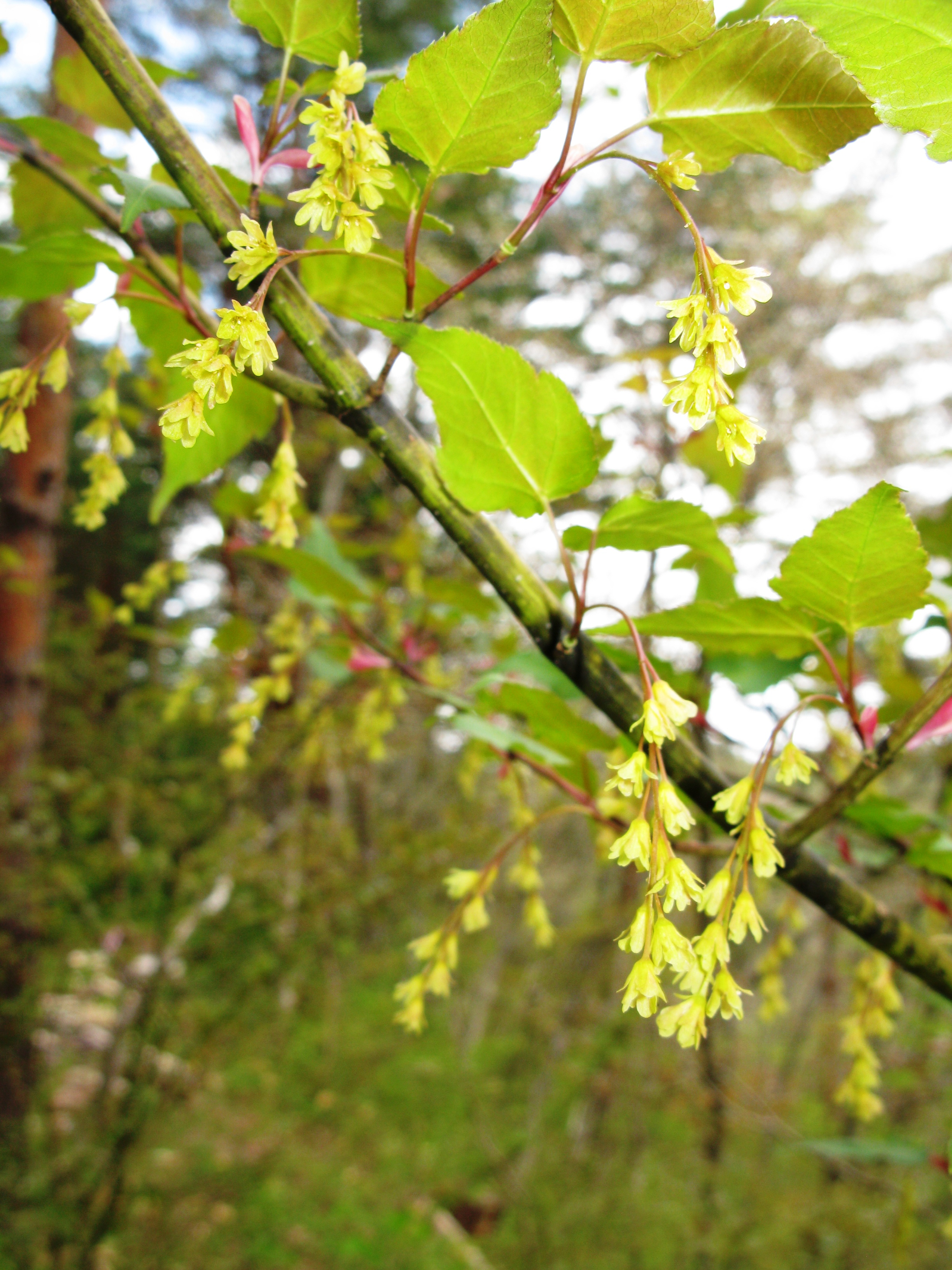
чоловічі квітки
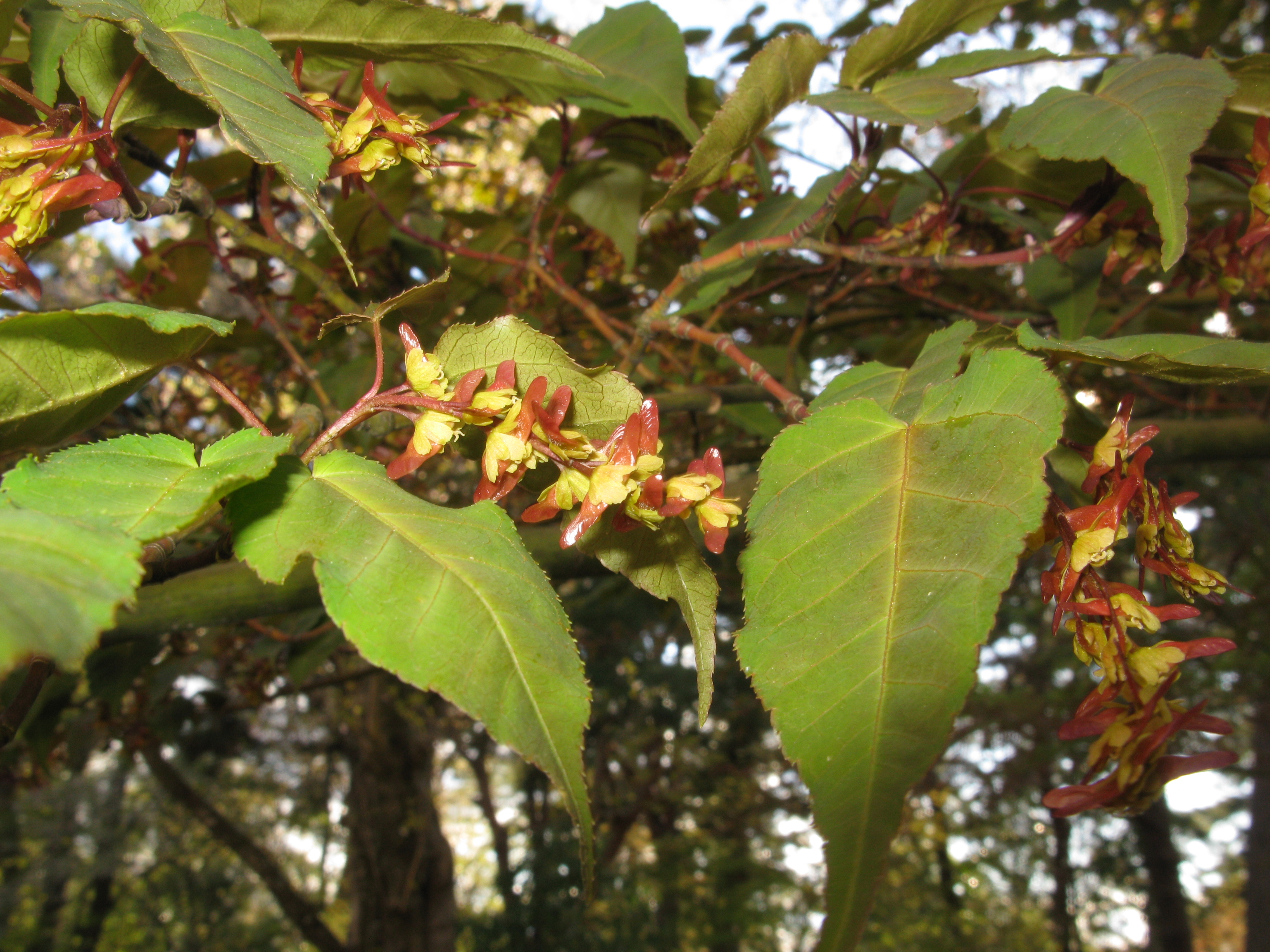
жіночі квітки
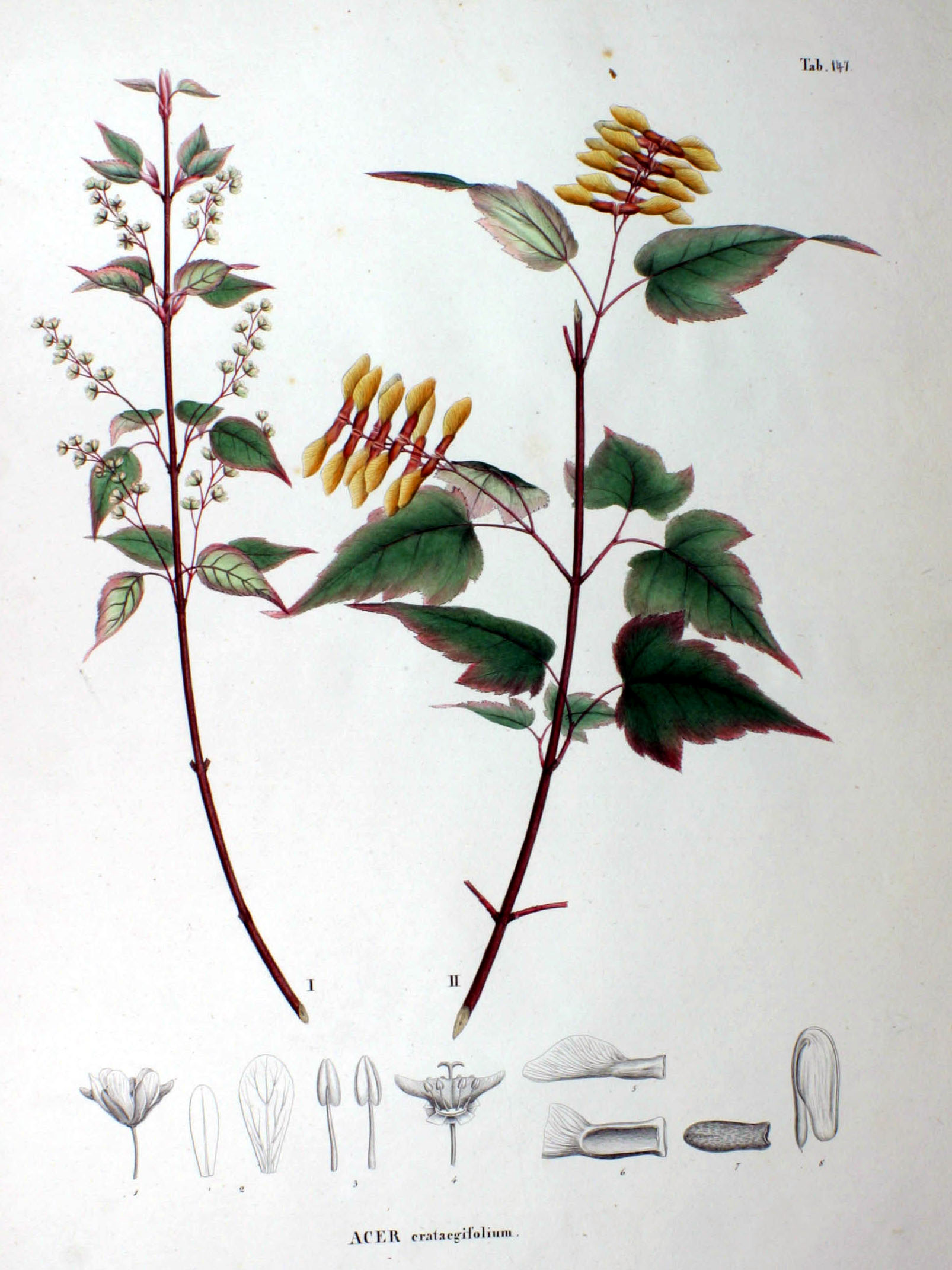
ілюстрація